# Le particelle elementari (film)
Le particelle elementari (Elementarteilchen) è un film diretto da Oskar Roehler del 2006, tratto dall'omonimo romanzo di Michel Houellebecq.

## Trama
Il film è incentrato su Michael e Bruno, fratellastri molto diversi l'uno dall'altro, e la loro disturbata sessualità. Entrambi hanno avuto una infanzia insolita segnata dall'abbandono della loro madre che conduceva una vita sregolata e vagamente hippy. Michael e Bruno, lasciati alla loro sorte, crescono separati con le loro rispettive nonne, soffrendo in maniera diversa la mancanza di una famiglia.
Dopo che Bruno, un insegnante di letteratura sessualmente frustrato che scrive testi di destra radicale nel suo tempo libero, fa delle proposte indecenti alla sua allieva Johanna, si reca volontariamente dal dottor Schäfer per un trattamento psichiatrico. Lui le rivela che la sua vita finora è stata caratterizzata da una serie di punti bassi e da varie battute d'arresto. All'età di due anni, sua madre lo lasciò per emigrare a Puna, motivo per cui è cresciuto con sua nonna. Suo nonno morì poco dopo il suo arrivo mentre cercava funghi nel bosco e non fu trovato fino a tre giorni dopo la sua morte. Quando Bruno aveva 13 anni, sua nonna morì tragicamente mentre preparava il pranzo. Fu poi portato in un collegio, dove fu vittima di bullismo da parte dei suoi compagni più grandi. Una volta all'anno, sua madre lo andava a prendere in collegio e lo portava in una comune hippie. Bruno ebbe la sua prima esperienza sessuale con un parente al servizio funebre di sua nonna.
La sua attuale relazione è in crisi: sua moglie si è infatti trasferita con la loro figlia dal loro appartamento condiviso, e così Bruno decide di cercare nuovi contatti in un campo esoterico New Age, nel quale incontra e si innamora della sessualmente attiva Christiane; i due iniziano una relazione e insieme vivono la loro lussuria nei club per scambisti, facendo sesso con diversi partner. Durante un'orgia, Christiane crolla: ella soffre infatti di una necrosi coccigea avanzata, le sue gambe sono ormai paralizzate e di conseguenza viene costretta a restare su una sedia a rotelle. Bruno, di fronte alla tragedia, esita a confessarle il suo amore e a proporle di andare a vivere con lui. Disillusa, Christiane muore suicida gettandosi dal balcone del suo appartamento. Bruno, a seguito della tragedia, va di nuovo in cura psichiatrica e da allora continua a vivere con l'illusione che Christiane viva al suo fianco.
Il fratellastro di Bruno, a differenza di lui, non è interessato alle donne. L'introverso Michael, molto dotato in matematica fin dalla sua giovinezza, nel frattempo si dedica professionalmente con dedizione quasi autistica alla biologia molecolare per scoprire nuovi modi di riprodurre il materiale genetico umano. Poiché la tomba di sua nonna deve essere spostata a causa dell'inizio della costruzione della strada principale locale, si reca a Winzhofen, il luogo della sua infanzia, dove incontra la sua amica d'infanzia Annabelle, la quale da studentessa aveva sperato invano che i suoi sentimenti per lui fossero ricambiati. Lei seduce l'ancora vergine Michael e i due diventano amanti. Annabelle rimane incinta, ma le viene diagnosticato un tumore addominale e deve abortire. Michael si precipita a casa dall'Irlanda, dove si è trasferito per le sue ricerche, per assisterla durante la sua guarigione. Alla fine Michael le chiede di trasferirsi in Irlanda con lui e lei accetta. Poco prima di partire, dicono addio a Bruno, andandolo a prendere alla clinica psichiatrica e trascorrendo insieme una giornata al lago.

## Riconoscimenti
- 2006 - Festival di Berlino
  - Miglior attore (Moritz Bleibtreu)